# Imigração alemã nos Estados Unidos
De acordo com o censo norte-americano de 2020, 44.978.546 norte-americanos, ou 13,6% da população dos Estados Unidos, autodeclararam-se como sendo de origem alemã, dos quais 15.447.670 (4,7%) autodeclararam-se como sendo de origem totalmente alemã. Esse número torna a alemã a segunda ancestralidade mais autodeclarada pelos norte-americanos, atrás apenas da inglesa (46.550.968). Porém, esses dados devem ser analisados com cautela, pois são baseados na autodeclaração dos entrevistados, o que pode não refletir a realidade demográfica.
A presença alemã nos Estados Unidos remonta ao período colonial. Na década de 1670, os primeiros grupos significativos de alemães chegaram às colônias britânicas, estabelecendo-se principalmente na Pensilvânia, em Nova York e na Virgínia. A imigração continuou em grande número durante o século XIX. Entre 1820 e 1970, mais de sete milhões e meio de imigrantes alemães vieram para os Estados Unidos.
Atualmente, os alemães são considerados uma "minoria invisível" nos Estados Unidos. Muito embora milhões de estadunidenses tenham ancestralidade alemã, durante a I e a II Guerras Mundiais, os alemães foram estigmatizados nos Estados Unidos, e seus descendentes perderam praticamente todas as referências culturais alemãs.

## Histórico

### A imigração no período colonial
Os primeiros imigrantes alemães a se estabelecerem no que viria a ser os Estados Unidos foram indivíduos avulsos na colônia holandesa de Nova Amsterdã, futura Nova Iorque, em 1620. Depois, em 1677, William Penn foi para a Alemanha recrutar colonos para a sua colônia, a Pensilvânia. A liberdade religiosa da Pensilvânia era um atrativo especial para os alemães cuja religião diferia da igreja estabelecida no local onde moravam. Em 1683, treze famílias menonitas fundaram Germantown, hoje parte da Filadélfia. Muitas outras denominações religiosas alemãs seguiram, incluindo calvinistas, amish e seguidores de várias seitas. Em 1745, estima-se que havia 45.000 alemães na Pensilvânia. Muitos deles estabeleceram-se além-fronteira, em busca de terras baratas que coubessem no seu parco orçamento. Isso tornou-os vulneráveis a ataques de indígenas, especialmente diante da relutância do governo de fornecer-lhes defesa, porquanto estava controlado por pacifistas quakers que viviam seguros na Filadélfia.
Em 1709, alemães fundaram Neuberg, hoje chamada Newburgh, perto do Rio Hudson, e depois espalharam-se para o norte do Vale Mohawk. Os alemães do Vale Mohawk chegaram na condição de servos por contrato, que eram pessoas que estavam presas a um contrato pelo qual tinham que trabalhar por um certo tempo em anos (geralmente de três a sete) para pagar os custos da sua viagem para a América. Pelo menos metade da população europeia dos Estados Unidos colonial chegou dessa maneira. Óbitos durante a viagem de navio eram tão altos entre os colonos alemães que muitas crianças já chegavam órfãs. Os servos por contrato eram frequentemente vítimas de pessoas desonestas. Capitães de navio vendiam o passe dos servos por períodos contratuais maiores do que o tempo necessário para quitar a dívida da viagem. Alemães que não sabiam falar inglês estavam mais vulneráveis a essa situação.
Mesmo assim, os alemães continuaram chegando. Entre 1740 e 1750, pelo menos 60.000 chegaram. Entre metade e 2/3 deles eram servos por contrato. Embora os servos por contrato tenham sido submetidos a muitas das restrições e punições impostas aos escravos - incluindo punição corporal - eles tinham algumas proteções legais durante seus anos de servidão. Frequentemente, os servos por contrato recebiam um pequeno salário após alcançarem sua liberdade, e muitos receberam terras. Nem sempre eram as melhores terras. No Vale Mohawk ou no oeste da Pensilvânia, as terras adquiridas pelos alemães eram nas regiões de fronteira, perto de agrupamentos indígenas, os quais não estavam nada contentes de verem suas terras invadidas pelos forasteiros. Muitos colonos que se estabeleceram nessas áreas foram mortos ou sequestrados e mantidos como escravos pelos índios.
A maioria desses colonos era da região do Palatinado e ficaram marcados pelo seu pacifismo e desconfiança do governo. Os palatinos vieram de uma província cujos ancestrais haviam sofrido severas e repetidas destruições pelo exército durante a Guerra dos Trinta Anos. Eles também eram refugiados de perseguições religiosas autocráticas. A liberdade religiosa então existente na Pensilvânia - rara até para os padrões americanos da época - atraía alemães religiosos de seitas religiosas pacíficas. Esses alemães tinham pouco interesse por assuntos de governo e política. Essas comunidades alemãs viviam em auto-isolamento. Elas ficaram isoladas do resto da sociedade americana e internamente separadas conforme as diversas denominações religiosas. A língua inglesa e a cultura dos colonos britânicos tiveram pouca influência nessas áreas de povoamento alemão. Os colonos importavam livros da Alemanha e publicavam jornais e faziam cultos religiosos em alemão. Com o tempo, o idioma inglês paulatinamente penetrou nessas comunidades, frequentemente seguindo a estrutura gramatical alemã, dando origem a um dialeto peculiar, conhecido como alemão da Pensilvânia, o qual é falado até hoje. A mais isolada dessas comunidades alemãs era, e ainda é, a dos amish que, ainda hoje, vivem em comunidades rurais com um estilo de vida ainda bastante parecido ao do século XVIII. Contudo, com o passar das décadas, a maioria dos colonos alemães espalharam-se geograficamente, aprenderam a falar inglês e absorveram e contribuíram com a cultura americana. 
No final do século XVIII, as fazendas dos alemães espraiavam-se desde o Vale Mohawk, no norte de Nova Iorque até Savannah, na Geórgia. À medida que os alemães espalhavam-se pelos Apalaches, eles frequentemente viram-se em contato com as comunidades Scotch-Irish. Os irlandeses chegaram antes, e foram os responsáveis por abrir caminho na mata selvagem, caçando, pescando, abrindo os caminhos e lutando contra os índios. Posteriormente, começaram a chegar os alemães e outros colonos. Os alemães e os irlandeses eram muito diferentes em temperamento e comportamento, e geralmente mantiveram-se bastante separados uns dos outros. Os alemães eram geralmente bastante religiosos, luteranos e calvinistas ou seguidores de outras seitas protestantes estritas, e eram conhecidos por serem pacíficos, amigáveis e por terem mantido relações cordiais com os índios. Por sua vez, os irlandeses eram presbiterianos, menos religiosos e estavam constantemente envolvidos em confusões entre eles mesmos e com os índios. Mesmo após um século vivendo nas mesmas regiões dos Apalaches, casamentos entre alemães e irlandeses eram raros.
No final do período colonial, havia cerca de 300.000 alemães e descendentes nos Estados Unidos, cerca de 10% da população americana. Os fazendeiros alemães estabeleceram uma reputação de serem os fazendeiros mais trabalhadores e cuidadosos dos Estados Unidos. As fazendas dos alemães eram conhecidas por sua abundância e limpeza, e os próprios alemães por sua produtividade e vida simples. Um observador contemporâneo notou que os colonos alemães viviam "muito melhor" que os restantes dos americanos.

### A imigração em massa do século XIX
| Imigração alemã para os Estados Unidos (1820–2004) | Imigração alemã para os Estados Unidos (1820–2004) | Imigração alemã para os Estados Unidos (1820–2004) | Imigração alemã para os Estados Unidos (1820–2004) |
| Período                                            | Número de imigrantes                               | Período                                            | Número de imigrantes                               |
| -------------------------------------------------- | -------------------------------------------------- | -------------------------------------------------- | -------------------------------------------------- |
| 1820–1840                                          | 160.335                                            | 1921–1930                                          | 412.202                                            |
| 1841–1850                                          | 434.626                                            | 1931–1940                                          | 114.058                                            |
| 1851–1860                                          | 951.667                                            | 1941–1950                                          | 226.578                                            |
| 1861–1870                                          | 787.468                                            | 1951–1960                                          | 477.765                                            |
| 1871–1880                                          | 718.182                                            | 1961–1970                                          | 190.796                                            |
| 1881–1890                                          | 1.452.970                                          | 1971–1980                                          | 74.414                                             |
| 1891–1900                                          | 505.152                                            | 1981–1990                                          | 91.961                                             |
| 1901–1910                                          | 341.498                                            | 1991–2000                                          | 92.606                                             |
| 1911–1920                                          | 143.945                                            | 2001–2004                                          | 61.253                                             |
| Total : 7.237.594                                  |                                                    |                                                    |                                                    |

O século XIX foi marcado por uma intensa emigração de europeus para diferentes partes do mundo. Entre 1878 e 1892, mais de 7 milhões de alemães deixaram a Alemanha; após a década de 1870, a Alemanha foi um dos países que mais perderam pessoas para a emigração, a grande maioria delas indo para os Estados Unidos. De 1820 a 1840, os alemães representaram 21,4% de todos os imigrantes europeus que entraram nos EUA; 32,2% nas duas décadas seguintes; e no final do século XIX eram o maior grupo de imigração (21,9%) nos EUA. Entre 1824 e 1914, 5.431.100 alemães emigraram, dos quais mais de 90% foram para os Estados Unidos e apenas 93 mil para o Brasil, ou 2%, seguidos da Argentina (0,85%) e do Canadá (0,84%), entre 1871 e 1913.
A profissão dos imigrantes foi-se alterando ao longo do tempo. No início do século, a maioria dos imigrantes era de camponeses do sudoeste da Alemanha. Na década de 1840, ainda metade dos imigrantes era camponesa ou diarista. A partir daí, passaram a predominar os trabalhadores industriais e artesãos, refletindo o processo de industrialização na Alemanha. A imigração alemã do século XIX para os Estados Unidos foi marcada por ter incluído uma mão de obra qualificada. Trabalhadores industriais e comerciais foram mais numerosos que os agricultores, no final do século em diante. Isso contrastava com a imigração irlandesa, por exemplo. A proporção de imigrantes alemães qualificados era o dobro da encontrada entre os imigrantes irlandeses. Na Filadélfia, mais da metade dos trabalhadores irlandeses eram não qualificados, comparado a apenas 14% dos alemães. 
No final do século XIX, havia quase 8 milhões de alemães de primeira e de segunda geração nos Estados Unidos, cerca de 10% da população. Extraordinariamente diversificados em origem, ocupação, padrões de moradia e crença religiosa, eles eram isoladamente o maior grupo de língua não inglesa nos EUA.

#### A situação da classe artesã

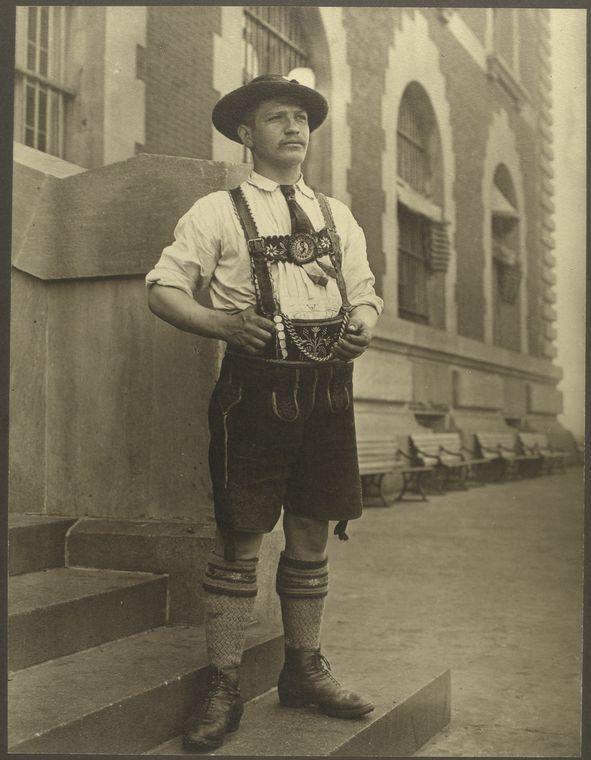
Imigrante alemão da Baviera, fotografado nos Estados Unidos (cerca de 1905)

O fim das Guerras Napoleônicas, em 1815, afetou a economia da Alemanha. As dívidas e os custos advindos de anos de guerra, ocupação e novas obrigações governamentais pressionaram a economia alemã. Já entre 1830 e 1850, uma combinação de crise comercial com desastre agrícola levou milhares de pessoas de Baden e Württemberg a emigrarem. Assim como na Irlanda, uma escassez da safra de batata também ocorreu na Alemanha. A escassez surgiu em 1842, o que levou os preços dos grãos a aumentarem de 250 a 300%, em dois anos, enquanto os preços da batata aumentaram 425%, entre 1845 e 1847. Condições climáticas adversas também contribuíram para a colheita ruim, fazendo com que os preços dos alimentos disparassem. Rebeliões causadas pela fome generalizaram-se e a emigração aumentou, na década de 1840.
Os artesãos, que não cultivavam seus próprios alimentos, emigraram em grande número, porque eram especialmente vulneráveis à fome. Embora as importações estrangeiras fossem numerosas nos mercados alemães, a indústria alemã era incapaz de competir. Pessoas de toda a Alemanha emigraram, conquanto o Reno foi a região que mais mandou pessoas para o Novo Mundo. A situação não melhorou na década de 1850, pois não houve alívio econômico. A Alemanha continuou tendo safras ruins anualmente, e os artesãos sofriam ainda mais com a crise. A falência também se tornou comum entre os artesãos. Por exemplo, a taxa de falências entre artesãos aumentou de uma em 250, na década de 1840, para uma em setenta e seis, na década de 1850, o que representava uma triplicação da taxa.
Consequentemente, esses artesãos falidos imigraram para os Estados Unidos. Muitos dos imigrantes alemães, portanto, não faziam parte da camada mais pobre da sociedade alemã, mas sim de uma classe média que não via saídas para a economia alemã e buscaram na emigração melhores perspectivas econômicas.

#### A situação da classe rural

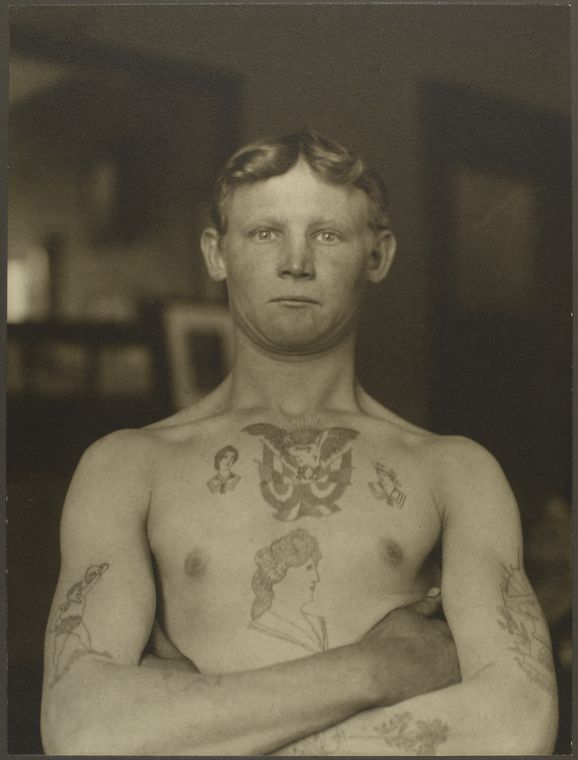
Imigrante alemão fotografado exibindo corpo tatuado, logo após chegar aos Estados Unidos, em 1911. Ele foi deportado.

A propriedade rural era uma das coisas que os alemães mais valorizavam, e as famílias se orgulhavam de garantir que seus filhos adquirissem terras. Durante a década de 1830, a população da Alemanha crescia rapidamente no meio rural. Como resultado, os preços mantiveram-se altos, principalmente o preço dos terrenos. Certos Estados alemães também tinham a regra da herança indivisível (Anerbenrecht), o que significava que uma parcela da terra do proprietário deveria ir para o filho mais velho (ou às vezes para o mais novo, conforme o caso). No entanto, essa regra foi modificada, para incluir a divisão de terras entre todos os herdeiros, nos Estados alemães do sudoeste da Alemanha, Hesse e Renânia. Os pequenos proprietários encontravam dificuldade de deixar aos seus filhos terras agrícolas viáveis. Os lotes em geral também se tornaram pequenos demais para sustentar uma família. A ameaça de perda das terras para quem já as tinham e a perspectiva de escassez de terras para quem ainda não as tinham impulsionaram os alemães a saírem da Alemanha, para não serem absorvidos na classe do campesinato e para escapar de um futuro econômico instável. Em meados do século XIX, cerca de três quartos dos agricultores não tinham terra suficiente para ganhar a vida, por isso começaram a migrar em grande número. Um trabalhador rural que precisava sobreviver com meio hectare de terra na Alemanha poderia adquirir 64 hectares, depois de apenas dez anos nos Estados Unidos.

#### A imigração para os Estados Unidos
Os alemães imigraram para muitas áreas dos Estados Unidos. Os que eram pobres permaneciam principalmente no estado de Nova York, e lá criaram muitos estabelecimentos. No final da década de 1850, estimava-se que os imigrantes alemães na cidade de Nova York eram cerca de 100.000, com vinte igrejas, cinquenta escolas, dez livrarias e cinco tipografias. Muitos imigrantes alemães também migraram para o Oeste. Na década de 1850, houve uma forte predominância de homens solteiros que imigraram para os Estados Unidos. Devido à escassez de terras na Alemanha, a marcha para o Oeste dos Estados Unidos era vista como uma boa oportunidade para adquirir terras.
Em meados do século XIX, mais da metade dos alemães de nascimento que moravam nos EUA estavam na parte setentrional dos vales do Mississippi e Ohio, concentrados nos estados de Ohio, Illinois, Wisconsin e Missouri. Em 1900, dos 2,5 milhões de alemães natos que moravam nos Estados Unidos, cerca de 1,5 milhão estavam concentrados na mencionada região. Muitos alemães evitaram os estados do Sul, por causa da escravidão, e alguns até foram para a Califórnia, para se estabelecerem como artesãos e em comunidades agrícolas.
Os imigrantes alemães trabalharam em uma grande variedade de ocupações. Muitos desses empregos em que trabalhavam eram pequenos negócios especializados, como peleiros e cervejeiros, e outros eram alfaiates e sapateiros. Outras ocupações nas quais os alemães compunham o maior grupo étnico eram as de negociantes de alimentos, vendedores ambulantes e fabricantes de instrumentos musicais. Ao contrário do que ocorria na Alemanha, nos EUA as mulheres alemãs trabalhavam e não dependiam apenas dos maridos como fonte de renda. As alemãs trabalhavam como operárias em fábricas, como empregadas domésticas e costureiras.
Nos EUA, os imigrantes alemães também tiveram que competir com os imigrantes irlandeses por empregos. Por exemplo, em 1880, metade dos alemães trabalhava na indústria, enquanto metade dos irlandeses trabalhava com serviços gerais ou no setor de serviços, na cidade de Nova York. Os imigrantes alemães qualificados tendiam a dominar os mesmos negócios, o que significa que eles iam para grandes centros urbanos onde podiam exercer suas habilidades. Por sua vez, os imigrantes alemães não qualificados estavam mais inclinados a procurar trabalho em cidades que os irlandeses ainda não dominavam, o que geralmente significava migrar para o Oeste, onde a presença irlandesa era menor. Isso mostra que os alemães estavam dispostos a obter os melhores empregos possíveis e a eliminar qualquer competição que, de alguma forma, prejudicasse a sua trajetória econômica.

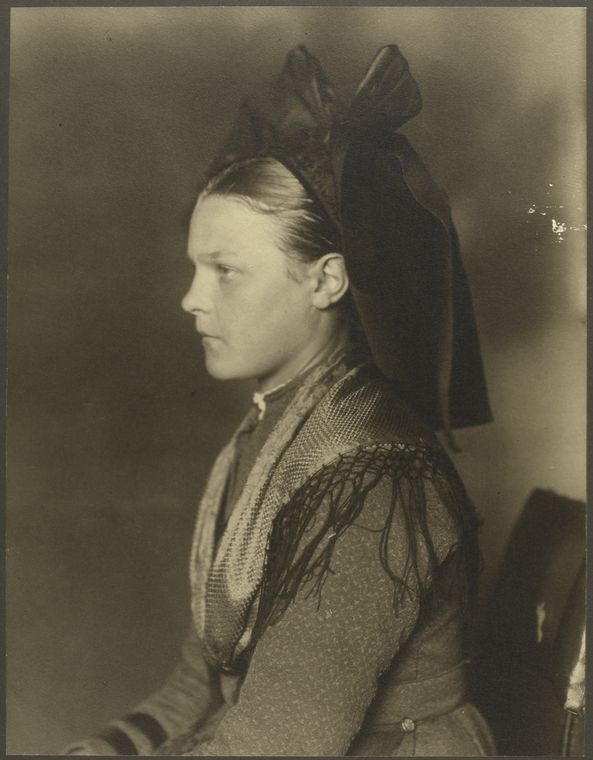
Imigrante da Alsácia-Lorena, fotografada logo após chegar aos Estados Unidos (cerca de 1905)

Ao estudar suas finanças, Moritz von Fürstenwärther salientou que os alemães empregados nos EUA estavam em melhor situação financeira do que na Alemanha. De acordo com suas observações, os artesãos alemães nos EUA podiam ganhar cerca de US $ 1,50 por dia. Uma alta demanda por empregadas domésticas alemãs poderia garantir de US $ 1,25 a US $ 1,50, por semana, com alimentação. Se elas tivessem habilidades culinárias, poderiam ganhar até $ 2,00. Na sociedade atual, uma pessoa não conseguiria sobreviver com esses salários, mas em meados do século XIX, isso era mais do que suficiente para uma pessoa ganhar a vida. Fürstenwärther concluiu que um artesão alemão nos EUA "vive melhor com um terço de seus ganhos do que na Alemanha com todos os seus ganhos".
Nos Estados Unidos, todas as indústrias e negócios eram independentes e livres de restrições e regulamentação do governo. Já na Alemanha, devido ao aumento dos preços, era extremamente difícil para os alemães viver e encontrar trabalho lá. A produção e o consumo de bens, portanto, não atendiam ao povo alemão a um preço normal. Por sua vez, os EUA não precisavam apenas de pessoas para construir o país, mas também seu mercado movido a lucros deu aos imigrantes alemães um incentivo duplo para trabalhar e construir uma vida produtiva no novo país.
Como muitos imigrantes alemães esforçaram-se para se desenvolver com sucesso nos Estados Unidos, eles eram vistos como bons trabalhadores. Era comum que os imigrantes alemães aproveitassem uma oportunidade econômica potencial quando a viam. Em estados americanos onde havia lugares desolados que precisavam ser cultivados, os colonos alemães eram considerados uma aquisição valiosa para isso. Os imigrantes alemães também eram econômicos. Os alemães ficavam chocados com a gastança dos americanos, muitos dos quais não economizavam dinheiro para momentos de emergências, ao passo que os alemães sabiam poupar dinheiro.

#### Contribuições para o desenvolvimento americano
Nos Estados Unidos, os imigrantes alemães e seus filhos experimentaram expressiva mobilidade ocupacional. Como os imigrantes alemães que foram para os EUA eram geralmente qualificados, eles foram capazes de se entrincheirar rapidamente no mercado de trabalho. Eles foram especialmente proeminentes com a manufatura. Eles estabeleceram fábricas que produziam carruagens, cofres à prova de fogo, sabão e cerveja. Os alemães de segunda geração deram contribuições significativas para os negócios americanos. Eles estabeleceram fábricas, alfaiataria, bancos, açougues, cervejarias e negócios de fabricação de charutos, nos estados do Oeste. A industrialização, portanto, acomodou mais os imigrantes alemães na América do que na Alemanha. Embora os imigrantes alemães tenham imigrado para os EUA para melhorar de vida, eles contribuíram simultânea e inadvertidamente para o sucesso dos negócios americanos.
Um grande número de imigrantes alemães se tornou fazendeiros bem-sucedidos nos Estados Unidos, porque saíram da Alemanha com habilidades agrícolas diferenciadas. Com suas práticas agrícolas metódicas e econômicas, eles contribuíram para o desenvolvimento agrícola norte-americano. Os alemães estavam dispostos a investir o trabalho e o capital necessários para manter a produtividade alta. Como resultado, eles diversificaram a agricultura nos Estados Unidos, que incluía algodão, morangos, uvas, batatas (doce, centeio e branca) e muito mais. O extraordinário sucesso dos alemães na agricultura americana também resulta da combinação dos recursos que os EUA tinham (e que careciam na Alemanha) com a facilidade conferida pela lei americana para aquisição de terras. Nos EUA, comprar terras do governo era seguro e barato. O governo tinha "escritórios de terras", aonde as pessoas podiam ir e comprar um acre de terra a um custo de US $ 2,00, sendo 160 acres o tamanho mínimo do terreno.

#### Religião
No período colonial, quase todos os alemães nos Estados Unidos eram protestantes, parcialmente porque o governo britânico bloqueava a imigração de alemães católicos para a sua colônia. Porém, no século XIX, tanto protestantes quanto católicos imigraram. Os alemães católicos frequentemente entravam em conflitos com os irlandeses católicos, os quais cada vez mais dominavam a hierarquia católica norte-americana. Os imigrantes irlandeses consideravam-se mais americanizados que os alemães e, portanto, como tendo mais direitos de aculturar os alemães dentro da igreja. Contudo, os alemães consideravam-se mais educados que os irlandeses, e ficavam ressentidos por terem suas paróquias "controladas por irlandeses ignorantes". No fim das contas, o Papa teve que intervir para restaurar a paz. Com o passar dos anos, imigrantes alemães, poloneses e outros católicos passaram a ter suas igrejas e escolas dirigidas por padres e freiras da sua própria etnia.
Entre os imigrantes alemães, também havia uma minoria de judeus. Eles frequentemente viviam no meio dos alemães cristãos e se consideravam mais como "alemães de fé hebraica" do que como um grupo separado, ao contrário do que ocorreu com os imigrantes vindos do leste da Europa, em que cristãos e judeus conviviam mal. Os judeus alemães falavam alemão, ao invés de hebraico ou ídiche, e tinham orgulho da cultura alemã e participavam da vida social dos alemães mais educados. Embora muitos judeus alemães imigraram para escapar de políticas antissemitas instituídas pela aristocracia alemã restaurada ao poder pelo Congresso de Viena, a situação dos judeus entre os alemães era bem menos pior do que entre outros povos da Europa. Isso só iria mudar com a geração de Adolf Hitler e dos nazistas.

## Assimilação e desaparecimento da identidade cultural

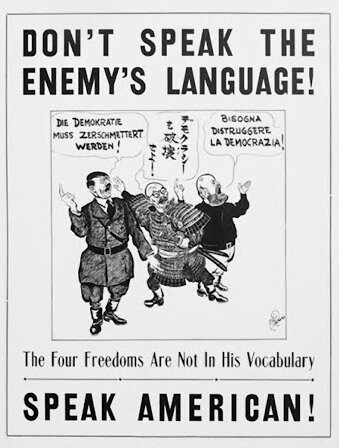
Um cartaz da década de 1940, onde lê-se: "Não fale a língua do inimigo! Fale americano!". Os alemães foram estigmatizados durante a I e a II Guerras Mundiais, o que contribuiu para o declínio da identidade alemã nos Estados Unidos.

### Antes da I Guerra Mundial
No final do século XIX, a cidade de Nova York tinha uma das maiores populações de língua alemã do mundo, atrás apenas de Berlim e Viena, com cerca de um quarto de seus 3,4 milhões de habitantes sabendo falar alemão. Comunidades inteiras, estendendo-se do norte de Wisconsin à zona rural do Texas, consistiam quase que exclusivamente de imigrantes alemães e seus filhos. Por volta de 1900, havia 488 jornais diários e semanais em alemão nos Estados Unidos, com 3,5 milhões de leitores, mantendo a língua e a cultura vivas.
Relatos da época mostram que a comunidade alemã nos Estados Unidos era bastante unida e vivia de forma independente do resto da sociedade americana. No século XIX, em Milwaukee, os alemães tinham "mínimo contato de vizinhança tanto com os nativos quanto com os irlandeses". Os alemães, em Baltimore, "viviam no seu próprio mundo, isolados do meio americano". No Texas, "os alemães não se misturavam muito com a população americana" e os dois grupos observavam-se mutuamente à distância "com curiosidade sincera, muitas vezes temperada com desprezo mútuo". Em meados do século XIX, um observador alemão escreveu que na comunidade alemã dos Estados Unidos "se nasce, casa, e morre dentro dela mesmo, e com a menor mistura possível com os anglo-americanos".
Os teuto-americanos regularmente frequentavam igrejas onde o alemão era usado. Embora muitos já falassem inglês, muitas das crianças frequentavam escolas em alemão. Antes da I Guerra Mundial, o alemão não era apenas uma língua de minoria étnica; era a língua estrangeira moderna mais estudada nos Estados Unidos. Em 1915, cerca de 25% de todos os alunos do ensino médio nos Estados Unidos estudavam alemão.

### Após a I Guerra Mundial
No início do século XX, os alemães e seus descendentes tinham uma posição invejável na sociedade americana. Eles tinham se tornado uma comunidade próspera e, até certo ponto, eram aceitos e respeitados pelos americanos. Estavam se tornando mais americanizados e, ao mesmo tempo, vendo parte da sua cultura sendo absorvida pelos americanos. Alguns descendentes de alemães de segunda geração já estavam abandonando os seus laços étnicos com a Alemanha. Todavia, a paz seria quebrada com a histeria anti-alemã que acompanhou a intervenção americana na I Guerra Mundial.
Quando os Estados Unidos entraram na guerra, os alemães e seus descendentes foram submetidos a um escrutínio intenso, e muitas vezes violento, especialmente após a revelação de um mal concebido plano da Alemanha para que o México invadisse os Estados Unidos. Durante os cerca de 18 meses de envolvimento estadunidense na guerra, americanos com raízes alemãs foram falsamente acusados de serem espiões ou sabotadores; centenas foram internados ou condenados por sedição, sob acusações forjadas ou por crimes triviais como fazer comentários críticos sobre a guerra. Muitos anglo-americanos começaram a temer que os teuto-americanos ainda fossem leais ao Kaiser, ou imperador alemão. Depois que o presidente Woodrow Wilson entrou com os Estados Unidos na guerra, ele disse: "Qualquer homem que carregue um hífen com ele carrega uma adaga que ele está pronto para mergulhar nos órgãos vitais desta República sempre que tiver a chance". A língua alemã foi proibida; a imprensa germano-americana foi fortemente censurada; as bibliotecas tiveram que retirar os livros alemães das prateleiras e organizações germano-americanas foram visadas. Em 4 de abril de 1918, um imigrante alemão, Robert Prager, foi linchado. Os alemães passaram a ser chamados pejorativamente de Huns (hunos), em alusão ao povo bárbaro que invadiu a Europa séculos antes.
Em consequência, muitos alemães e descendentes passaram a esconder suas raízes alemãs; alguns anglicizaram seus sobrenomes (por exemplo, Müller mudou para Miller, Schild(t) mudou para Shields, Weber para Weaver etc); muitos outros cancelaram suas assinaturas de jornais em língua alemã, que praticamente desapareceram. Ademais, qualquer vestígio da cultura alemã que ainda tenha permanecido após a década de 1910 foi eliminado por pressões semelhantes durante a II Guerra Mundial, sem mencionar a vergonha de ser alemão após a guerra.
Os filhos de imigrantes alemães sentiram fortemente o impulso de se definirem acima de tudo como "americanos", mas o significado dessa afiliação variou de acordo com as classes sociais e as religiões. Muitos alemães luteranos da classe média criaram uma identidade "americana" em oposição aos novos imigrantes europeus que chegavam do Sul e do Leste da Europa, com alguns deles se declarando portadores da antiga "linhagem" racial do noroeste europeu. Por sua vez, os alemães da classe trabalhadora e os católicos tendiam a não expressar essas identidades antigas. Em vez disso, muitos se viam cada vez mais como compartilhando uma identidade "branca" comum com os vizinhos irlandeses e com os novos imigrantes vindos do Sul e do Leste da Europa, identidade essa que ganhou força quando os afro-americanos foram morar perto de bairros brancos da classe trabalhadora.
Atualmente, uma cultura teuto-americana está extinta. Exemplo disso é que, em algumas partes dos Estados Unidos, ainda hoje há políticos que pedem o voto hispano-americano, o voto ítalo-americano, o voto judeu-americano, o voto afro-americano ou o voto irlandês-americano. Porém, dificilmente haverá alguém pedindo o voto "teuto-americano", pois essa identidade foi praticamente extinta.

### Os alemães são o maior grupo nos EUA?
Conforme pesquisa censitária de 2018, mais de 44 milhões de norte-americanos, ou 13% da população, autodeclararam-se como sendo de origem alemã, o que faz dessa ancestralidade a mais numerosa nos Estados Unidos. Todavia, esse número é questionável, pois é baseado na autodeclaração dos entrevistados. Em decorrência da miscigenação étnica, das numerosas gerações que separam os recenseados de seus antepassados e da insignificância da ancestralidade para muitos brancos de origem europeia, as respostas parecem ser bastante inconsistentes.
No censo de 1980, 26% dos estadunidenses ou 50 milhões de pessoas declararam ter ancestralidade inglesa, um número maior do que aqueles que declararam ter ancestralidade alemã (49 milhões). Porém, desde então, o número de americanos declarando ancestralidade inglesa foi encolhendo, e apenas 23,6 milhões declararam essa ancestralidade em 2018. Uma explicação é que, nos censos mais recentes, a opção "ancestralidade americana" foi permitida. Assim, muitos estadunidenses que diziam ser de ancestralidade inglesa no censo de 1980 optaram por dizer-se de ancestralidade "americana" nos censos mais recentes. Em 2018, 20,6 milhões de pessoas disseram ser de ancestralidade "americana", a maioria dos quais são de cor branca.
Muitos americanos têm ancestralidade em diversos países e a indicação de uma única origem no censo fornece pouca informação sobre as raízes dos americanos de hoje. Quando solicitado a indicar apenas uma única ancestralidade, o recenseado pode tender a listar apenas aquela ancestralidade com a qual se identifica mais ou que acha mais diferenciada. Já outros vão indicar uma etnia simbólica ou mesmo imaginada.

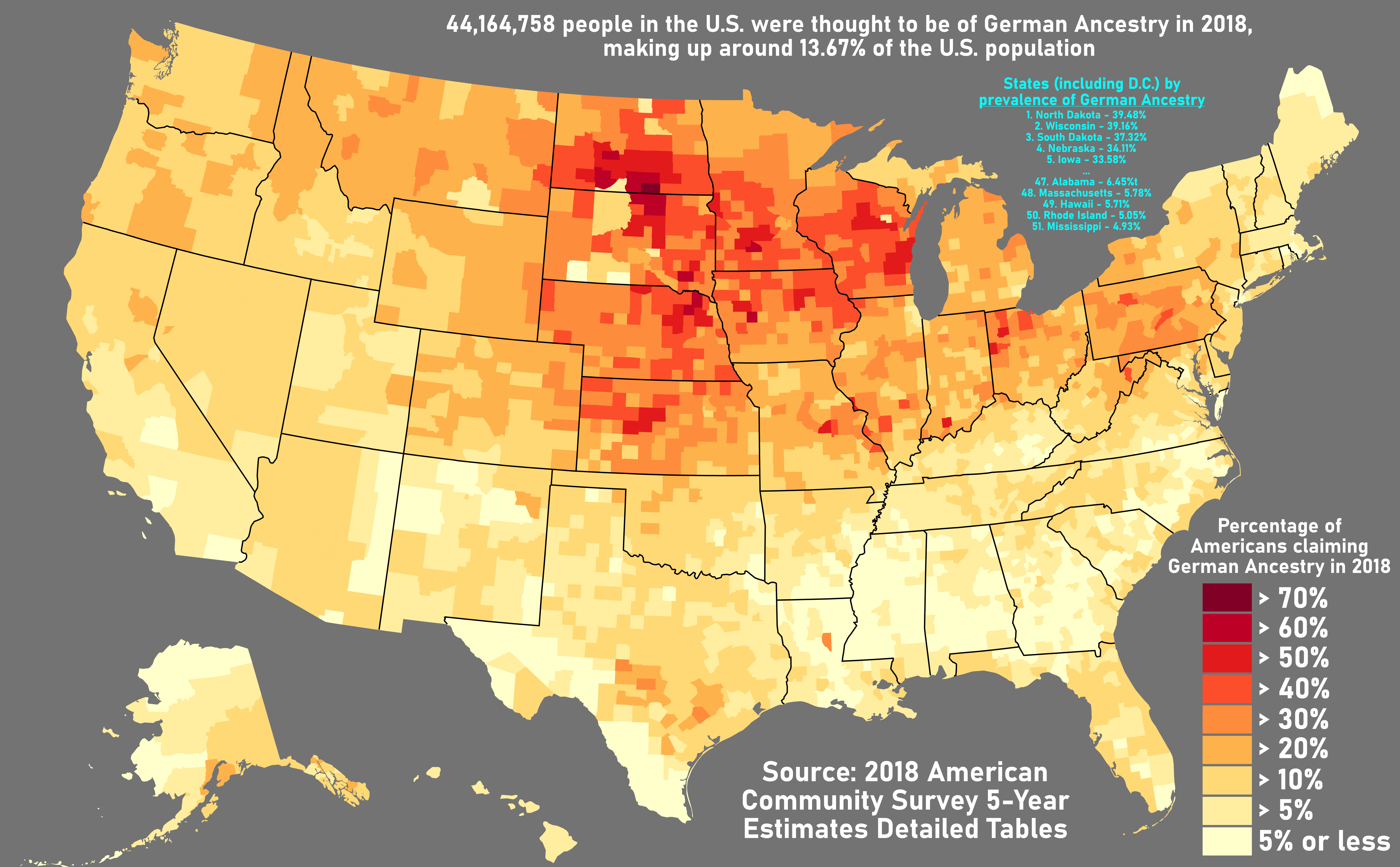
Distribuição de americanos que reivindicam ancestralidade alemã, por condado, em 2018

De acordo com um estudo genético de 2015, conduzido pela empresa genômica 23andMe e com a participação de 160 mil norte-americanos, a ancestralidade britânica e irlandesa é a mais comum nos americanos brancos. A ancestralidade britânica/irlandesa está presente em todos os estados em proporção maior que 20%, superando os 50% em estados do sul, como Mississippi, Arkansas e Tennessee. Por sua vez, a ancestralidade alemã é particularmente forte nos estados do Meio-Oeste, principalmente em Michigan, Dakota do Sul e Kansas, onde fica acima dos 16%.
Houve, porém, mudança significativa na autodeclaração no censo norte-americano de 2020, quando a ancestralidade inglesa se tornou a mais numerosa novamente nos Estados Unidos, ultrapassando a alemã. No censo de 2020, 46.550.968 estadunidenses autodeclararam-se como tendo origem inglesa, dos quais 25.536.410 autodeclaram-se como tendo ancestralidade totalmente inglesa, ao passo que 44.978.546 se autodeclararam como tendo origem alemã, dos quais 15.447.670 afirmaram ser de ancestralidade totalmente alemã.

### Idioma
Depois de duas ou três gerações, a maioria dos teuto-americanos adotou os costumes americanos tradicionais - alguns dos quais eles influenciaram fortemente - e mudaram sua língua para o inglês. Como um estudioso conclui, "A evidência esmagadora   ... indica que a escola germano-americana era bilíngue muito (talvez uma geração inteira ou mais) antes de 1917, e que a maioria dos alunos pode ter sido de bilíngues com predomínio do inglês, desde o início da década de 1880 em diante".
Por volta de 1914, os mais velhos frequentavam os serviços religiosos em língua alemã, enquanto os mais jovens frequentavam os serviços religiosos em inglês (nas igrejas luterana, evangélica e católica). Nas escolas paroquiais alemãs, as crianças falavam inglês entre si, embora algumas de suas aulas fossem em alemão. Em 1917-1918, após a entrada dos Estados Unidos na Primeira Guerra Mundial ao lado dos britânicos, quase todo o ensino em língua alemã terminou, assim como a maioria dos serviços religiosos em alemão.

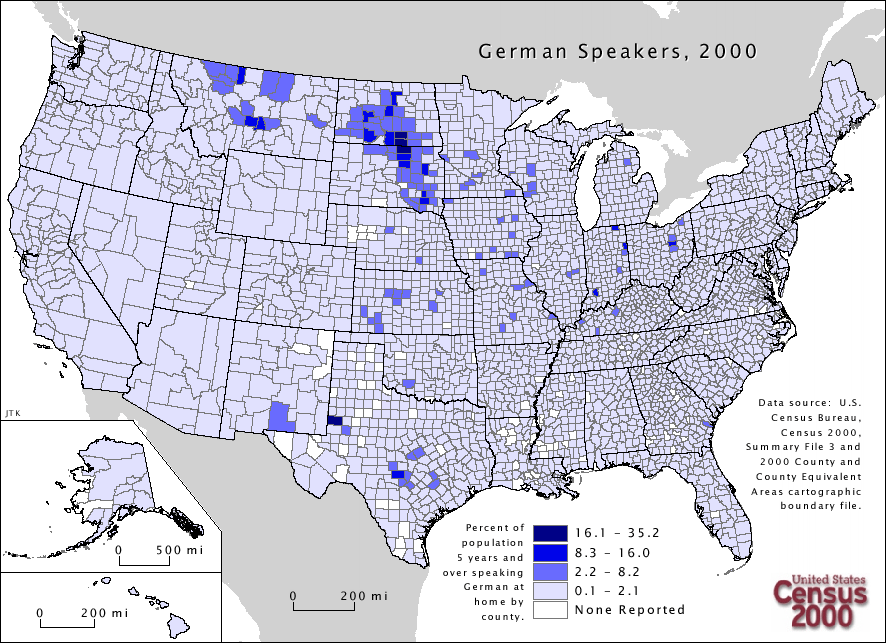
Mapa mostrando onde a língua alemã é falada nos Estados Unidos (censo de 2000)

Cerca de 1,6 milhão de pessoas nos Estados Unidos ainda falam a língua alemã em casa. O alemão é a segunda língua mais falada na Dakota do Norte (1,39% de sua população). Em 16 estados americanos, o alemão é a língua mais falada, depois do inglês e do espanhol.

## Cultura
Os alemães trabalharam arduamente para manter e cultivar a sua língua, especialmente através de jornais e aulas nas escolas primárias e secundárias. Os teuto-americanos em muitas cidades, como Milwaukee , trouxeram seu forte apoio à educação, estabelecendo escolas de língua alemã e seminários de formação de professores (Töchter-Institut ) para preparar alunos e professores no ensino da língua alemã. No final do século 19, a Germania Publishing Company foi fundada em Milwaukee, uma editora de livros, revistas e jornais em alemão.
"Germânia" era o termo comum para os bairros germano-americanos e suas organizações. "Deutschtum" (germanidade) era o termo para o nacionalismo alemão transplantado, tanto cultural quanto politicamente. Entre 1875 e 1915, a população germano-americana nos Estados Unidos duplicou e muitos dos seus membros insistiram em manter a sua cultura. O alemão foi usado em escolas e igrejas locais, enquanto numerosas "Vereine", associações dedicadas à literatura, humor, ginástica e canto, surgiram nas comunidades germano-americanas. Os germano-americanos tendiam a apoiar as acções do governo alemão e, mesmo depois de os Estados Unidos terem entrado na  Primeira Guerra Mundial, votavam frequentemente em candidatos anti-recrutamento e anti-guerra. "Deutschtum" (a germanidade) nos Estados Unidos se desintegrou depois de 1918. 

### Música
Começando em 1741, os assentamentos da Igreja Morávia de língua alemã de Belém, Nazareth e Lititz, Pensilvânia, e Wachovia , na Carolina do Norte, tinham culturas musicais altamente desenvolvidas. A música coral, a música de metais e cordas e o canto congregacional eram altamente cultivados. A Igreja da Morávia produziu muitos compositores e músicos. A Criação de Haydn teve sua estreia americana em Belém no início do século XIX. As crenças espirituais de Johann Conrad Beissel (1690-1768) e do Claustro de Ephrata - como o ascetismo e o misticismo deste grupo do condado de Lancaster, Pensilvânia - são refletidas nos tratados de Beissel sobre música e hinos, que foram considerados o início da América. herança musical.  Na maioria das grandes cidades, os alemães assumiram a liderança na criação de uma cultura musical, com bandas populares, sociedades de canto, óperas e orquestras sinfónicas. 
Uma pequena cidade, Wheeling, na Virgínia Ocidental, podia orgulhar-se de ter 11 sociedades de canto – Maennerchor, Harmonie, Liedetafel, Beethoven, Concordia, Liederkranz, Germania, Teutonia, Harmonie-Maennerchor, Arion e Mozart. A primeira começou em 1855; a última foi encerrada em 1961. Um aspecto importante da vida social de Wheeling, essas sociedades refletiam várias classes sociais e gozavam de grande popularidade até que os sentimentos anti-alemães durante a  Primeira Guerra Mundial e as mudanças nos valores sociais lhes desferiram um golpe mortal. 
A Liederkranz, uma sociedade musical germano-americana, desempenhou um papel importante na integração da comunidade alemã na vida de Louisville, Kentucky. Iniciada em 1848, a organização foi fortalecida pela chegada dos liberais alemães após o fracasso da revolução daquele ano. Em meados da década de 1850, os alemães formavam um terço da população de Louisville e enfrentaram a hostilidade nativista organizada no movimento Know-Nothing. Manifestações violentas forçaram o coro a suprimir a publicidade de suas apresentações, que incluíam obras do compositor Richard Wagner. O Liederkranz suspendeu as operações durante a Guerra Civil, mas depois cresceu rapidamente e foi capaz de construir um grande auditório em 1873. Um público de 8.000 pessoas que assistiu a uma apresentação em 1877 demonstrou que os alemães eram uma parte aceita da vida de Louisville. 
O governo imperial em Berlim promoveu a cultura alemã nos EUA, especialmente a música. Um fluxo constante de maestros nascidos na Alemanha, incluindo Arthur Nikisch e Karl Muck, estimulou a recepção da música alemã nos Estados Unidos, enquanto os músicos alemães aproveitavam a crescente preocupação dos americanos vitorianos com a "emoção". A execução de peças como a Nona Sinfonia de Beethoven estabeleceu a música séria alemã como a linguagem superior do sentimento. 

### Turners
As sociedades Turner nos Estados Unidos foram organizadas pela primeira vez em meados do século 19 para que os imigrantes germano-americanos pudessem visitar uns aos outros e se envolver em atividades sociais e esportivas. O National Turnerbund, a principal organização do Turnvereine, começou a treinar membros como em unidades de milícia em 1854. Quase metade de todos os Turners lutaram na Guerra Civil, principalmente do lado da União, e um grupo especial serviu como guarda-costas do presidente Lincoln. Na década de 1890, os Turners somavam quase 65.000. Na virada do século 21, com a identidade étnica dos europeus-americanos em mudança e a americanização sendo um elemento-chave da vida dos imigrantes, havia poucos grupos Turner, os eventos atléticos eram limitados e os não-alemães eram membros. Um inquérito aos grupos e membros sobreviventes reflecte estas mudanças radicais no papel das sociedades Turner e a sua marginalização na sociedade americana do século XXI, uma vez que os jovens germano-americanos tendiam a não pertencer, mesmo aos redutos da herança alemã no Centro-Oeste. 

### Meios de comunicação
Tal como acontece com qualquer população imigrante, o desenvolvimento de uma imprensa em língua estrangeira ajudou os imigrantes a aprender mais facilmente sobre o seu novo lar, a manter ligações à sua terra natal e a unir as comunidades imigrantes. No final do século 19, a Germânia publicou mais de 800 publicações regulares. Os jornais diários de maior prestígio, como o New Yorker Staats-Zeitung, o Anzeiger des Westens em St. Louis e o Illinois Staats-Zeitung em Chicago, promoveram os valores da classe média e encorajaram a lealdade étnica alemã entre os seus leitores. Os alemães tinham orgulho da sua língua, apoiavam muitas escolas públicas e privadas de língua alemã e conduziam os seus serviços religiosos em alemão. Eles publicaram pelo menos dois terços de todos os jornais em língua estrangeira nos EUA. Os jornais pertenciam e eram operados nos EUA, sem controle da Alemanha. Como enfatiza Wittke, pressione. era "essencialmente uma imprensa americana publicada em língua estrangeira". Os jornais relataram os principais eventos políticos e diplomáticos envolvendo a Alemanha, com orgulho, mas do ponto de vista dos seus leitores americanos. 
Por exemplo, durante a segunda metade do século XIX, pelo menos 176 publicações diferentes em língua alemã iniciaram operações apenas na cidade de Cincinnati. Muitas dessas publicações foram encerradas em um ano, enquanto algumas poucas, como a Cincinnati Freie Presse, duraram quase um século.Outras cidades registaram uma rotatividade semelhante entre as publicações de imigrantes, especialmente a imprensa de opinião, que publicava poucas notícias e concentrava-se, em vez disso, em comentários editoriais. 
No final do século 19, havia mais de 800 publicações em língua alemã nos Estados Unidos. A imigração alemã estava em declínio e, com a integração das gerações subsequentes na sociedade de língua inglesa, a imprensa de língua alemã começou a enfrentar dificuldades. Os periódicos que conseguiram sobreviver nas comunidades de imigrantes enfrentaram um desafio adicional com o sentimento anti-alemão durante a Primeira Guerra Mundial e com as Leis de Espionagem e Sedição, que autorizaram a censura de jornais em língua estrangeira.  A proibição também teve um impacto desestabilizador nas comunidades de imigrantes alemães, nas quais as publicações em língua alemã dependiam. Em 1920, restavam apenas 278 publicações em língua alemã no país. Depois de 1945, apenas algumas publicações foram iniciadas. Um exemplo é o Hiwwe wie Driwwe (Kutztown, PA), o único jornal alemão da Pensilvânia do país, criado em 1997. 

### Atletismo
Os alemães trouxeram a ginástica organizada para a América e foram fortes defensores dos programas esportivos. Usaram o desporto tanto para promover a identidade étnica e o orgulho como para facilitar a integração na sociedade americana. Começando em meados do século XIX, o movimento Turner ofereceu programas de exercícios e esportes, ao mesmo tempo que proporcionou um refúgio social para os milhares de novos imigrantes alemães que chegavam aos Estados Unidos todos os anos. Outra organização esportiva alemã de grande sucesso foi o time de basquete Buffalo Germans, vencedor de 762 jogos (contra apenas 85 derrotas) nos primeiros anos do século XX. Estes exemplos, e outros, reflectem a evolução do lugar do desporto na assimilação e socialização de grande parte da população germano-americana. Notáveis alemão-americanos incluem Babe Ruth e Lou Gehrig , ambos falantes nativos de alemão. 

## Pessoas notáveis 
Os germano-americanos têm sido influentes em quase todos os campos da sociedade americana, incluindo ciência, arquitetura, negócios, esportes, entretenimento, teologia, política e militar: 
- General/oficiais militares:  Baron von Steuben, George Armstrong Custer, John Pershing, Dwight D. Eisenhower, Chester W. Nimitz, Carl Andrew Spaatz e Norman Schwarzkopf. os quais comandaram o Exército dos Estados Unidos na Guerra Revolucionária Americana, Guerra Civil Americana, Guerras Indígenas, Primeira Guerra Mundial, Segunda Guerra Mundial e a Guerra do Golfo Pérsico. Os germano-americanos eram políticos americanos famosos, incluindo Carl Schurz, Friedrich Hecker, Frederick Muhlenberg, Henry Morgenthau, Henry Morgenthau Jr., e John Boehner. Henry Kissinger (diplomata famoso).  [47] [48] [49]

- Muitos germano-americanos desempenharam um papel proeminente na indústria e nos negócios americanos, incluindo Henry J. Heinz (HJ Heinz Company), Frank Seiberling (Goodyear Tire and Rubber Company), Walt Disney (Disney), John D. Rockefeller (Standard Oil), William Boeing (The Boeing Company e United Airlines), Walter Chrysler (Chrysler Corporation), Frederick e August Duesenberg (Duesenberg Automobile Corporation), irmãos Studebaker (Studebaker Automobile Corporation), George Westinghouse (Westinghouse Electric Corporation), Levi Strauss (Levi Strauss & Co.), Charles Guth (PepsiCo Inc.), Bill Gates (Microsoft Corporation), Jawed Karim (YouTube), Elon Musk (SolarCity, SpaceX e Tesla Motors), James L. Kraft (Kraft Foods Inc.), Henry E. Steinway (Steinway & Sons), Charles Pfizer (Pfizer, Inc.), John Jacob Astor (Waldorf Astoria Hotels and Resorts), Conrad Hilton (Hilton Hotels & Resorts), família Guggenheim (Solomon R. Guggenheim Foundation), (Guggenheim Partners), Marcus Goldman e Samuel Sachs (The Goldman Sachs Group, Inc.), Lehman Brothers (Lehman Brothers Holdings Inc.), Charles Diebold (Diebold Nixdorf), Bernard Kroger (Kroger), Carl Laemmle (Universal Studios), Marcus Loew (Metro-Goldwyn-Mayer Studios Inc.), Harry Cohn (Columbia Pictures Industries, Inc.), Herman Hollerith (International Business Machines Corporation (IBM)), Steve Jobs (Apple Inc.), Michael Dell (Dell Inc.), Eric Schmidt (Google Inc. e Alphabet Inc.), Peter Thiel (PayPal Inc.), Adolph Simon Ochs e Arthur Ochs Sulzberger (The New York Times), Charles Bergstresser (The Wall Street Journal), Al Neuharth (USA Today), Eugene Meyer (The Washington Post) etc.  [47] [48] [49] [50]

- Os germano-americanos foram pioneiros e dominaram a fabricação de cerveja durante grande parte da história americana, começando com cervejarias fundadas no século 19 pelos imigrantes alemães August Schell (August Schell Brewing Company), Christian Moerlein (Christian Moerlein Brewing Co.), Eberhard Anheuser e Adolphus Busch (Anheuser-Busch, atualmente parte da AB InBev), Adolph Coors (Molson Coors Brewing Company), Frederick Miller (Miller Brewing Company), Frederick Pabst (Pabst Brewing Company), Bernhard Stroh (Stroh Brewery Company) e Joseph Schlitz (Joseph Schlitz Brewing Empresa). Alguns, como o engenheiro da Ponte do Brooklyn, John A. Roebling, e os arquitetos Walter Gropius e Ludwig Mies van der Rohe, deixaram para trás marcos visíveis. Albert Einstein, J. Robert Oppenheimer, Linus Pauling, John Peter Zenger, John Steinbeck, Kurt Vonnegut, Joseph Weizenbaum estabeleceram marcos intelectuais. [51]

- Após a Segunda Guerra Mundial, Wernher von Braun e a maioria dos principais engenheiros da antiga base alemã de foguetes V-2 em Peenemünde foram trazidos para os EUA. Eles contribuíram decisivamente para o desenvolvimento de foguetes militares dos EUA, bem como de foguetes para o programa espacial da NASA e o início do programa Apollo para pousar na Lua.[52] Da mesma forma, o colega tecnólogo de aviação alemão Siegfried Knemeyer, ex-principal tecnólogo de aviação do Ministério da Aeronáutica do Reich durante a Segunda Guerra Mundial, foi trazido para os Estados Unidos por um caminho semelhante ao de von Braun e serviu como funcionário civil da USAF por mais de vinte anos. Neil Armstrong foi o primeiro humano a pousar na lua. Havia muitas celebridades como Bruce Willis, George Eyser, Babe Ruth, Lou Gehrig, Johnny Depp, Jack Nicklaus, Michael Keaton, Dale Earnhardt, Doris Mary Ann Kappelhoff (Doris Day), Grace Kelly, Clark Gable, Marlene Dietrich, Johnny Weissmuller, Ernst Lubitsch, Walter Damrosch, Henry John Deutschendorf (John Denver), John Kay, Heidi Klum, Meryl Streep, Marlon Brando, Kim Basinger, Kevin Costner, Michelle Pfeiffer, Bryan Cranston, Sandra Bullock, David Hasselhoff, Leonardo DiCaprio, Kirsten Dunst e Kevin George Knipfing (Kevin James) que se tornaram atletas, atores, diretores de cinema ou artistas proeminentes. [53] [47]

### Presidentes germano-americanos
Houve três presidentes cujos pais eram descendentes de alemães: Dwight D. Eisenhower (nome de família original Eisenhauer e lado materno também é alemão/suíço), Herbert Hoover (nome de família original Huber) e Donald Trump (cujos avós paternos, Frederick Trump e Elizabeth Christ Trump imigrou de Kallstadt em 1902). Os presidentes com ascendência materna alemã incluem Harry Truman, cujo avô materno Solomon Young era descendente de Johann Georg Jung e Hans Michael Gutknecht, que emigraram da Alemanha juntos em 1752,  Richard Milhous Nixon, cujos ancestrais maternos eram alemães que anglicizaram Melhausen para Milhous,  e Barack Obama, cuja ascendência da família materna inclui imigrantes alemães da cidade de Besigheim, no sul da Alemanha  e de Bischwiller, na região da Alsácia , que hoje faz parte da França; ambas as famílias vieram para a América por volta de 1750.  Lyndon B. Johnson, Grover Cleveland, George W. Bush, George HW Bush e Theodore Roosevelt Jr.    

## Biliografia
- Leandro Karnal, Luiz Estevam Fernandes, Marcus Vinicius de Morais, Sean Purdy - História dos Estados Unidos: das Origens ao Século XXI. Editora Contexto